# Jules-Adrien Blanchet
Adrien Blanchet, (París, 8 de marzo de 1866- ibid. 27 de diciembre de 1957),fue un numismático francés, adscrito al Gabinete de medallas de la Biblioteca Nacional de Francia.

## Biografía
Procedente de una familia originaria de Normandía, su interés por las monedas y las medallas nace tempranamente. Por razones de salud pasa largas temporadas en Pau donde, desde los cartoce hasta los dieciocho años, había estado ayudando a clasificar las colecciones monetales del Museo de Pau aprovechando para investigar también en los archivos de los Bajos Pirineos los documentos relativos a la historia monetaria regional y, tras ello, publicando en 1886, a sus 20 años, los Documents sur l'histoire monétaire du Béarn. Este trabajo tendría continuidad posteriormente, con la Numismatique du Béarn que, durante más de 72 años, y alcanzando los cuarenta volúmenes que abarcaban el periodo cronológico que transcurre desde la Antigüedad hasta el Renacimiento, escribirá junto con el historiador Gustave Schlumberger, alsaciano de nacimiento y bearnés de adopción.

### Estudios
Cuando regresa a París, trabajó bajo la dirección de Anatole de Barthélémy, asistiendo a la École des Hautes-Études (1887-1888), donde estuvo adscrito al Cabinet des Médailles (1889-1890) y en la École du Louvre. Antiguo alumno de Antoine Héron de Villefosse, Emile Chatelain, Mons. Duchemin, Charles Simon Clermont-Ganneau, Alexandre Bertrand, Edmond Pottier, Louis Courajod, Georges Lafenestre.
Llevó una vida de erudición desinteresada, preocupada únicamente por poner en valor los monumentos del pasado, galos, romanos, prerrománicos, y ayudar a las sociedades científicas de París y de provincias. Algunas de sus notas, preciosas y fiables, quedaron reunidas en sus Études de numismatique. En 1890 publicó un Manuel de numismatique du Moyen Âge y Traités sur les monnaies grecques et romaines. A partir de 1905 dirige la Revue de numismatique.

### Actividades
En 1890 ingresó en la Biblioteca Nacional, donde pasaría cinco años particularmente de estudios y aprendizaje conociendo de las ricos fondos del departamento de medallas y antigüedades del Cabinet des Médailles, donde inventaría las monedas partas y atenienses además de colaborar en el Catalogue des bronzes antiques que se publicó en 1893 por Ernest Babelon.
Desde 1895 disfrutó de total independencia, libre de toda servidumbre profesional, organizando su actividad científica sin condicionantes y a la que se dedicó a tiempo completo hasta su muerte el 27 de diciembre de 1957.
A través de sus censos de tesoros monetarios en el tiempo y el espacio, demuestra la contribución de la numismática a la percepción de los movimientos económicos, históricos y migratorios.
Fue elegido miembro libre de la Académie des Inscriptions et Belles-Lettres el 7 de febrero de 1919 en la presidencia de Henri Thédenat. Fue secretario (1893-1901) y director (1906-1956) de la Revue numismatique. Participó en el Congreso Normando del Milenio en Ruan en 1911.
Fue uno de los miembros fundadores de la Sociedad de Borda (Dax) y fue miembro desde 1886 hasta 1957.

## Premios y reconocimientos
- Oficial de la Legión de Honor (9 de agosto de 1947).[7]
- Oficial de Instrucción pública.

## Miembro de las sociedades
- Académie des inscriptions et belles-lettres
- Académie des sciences, belles-lettres et arts de Lyon: miembro de honor, asociado, 1956.
- Académie royale des Sciences, des Lettres et des Beaux-Arts de Belgique: miembro.
- Comité des travaux historiques et scientifiques: presidente.
- Comité de la Société française d’Archéologie: miembro, inspector divisionario.
- Commission du Vieux París : membre (nommé en 1916), vicepresidente en 1942.
- Commission nationale des Monuments historiques: miembro.
- Conseil de perfectionnement de l’École des Chartes: presidente.
- Société de Borda: miembro fundador (1886-1957). Con sede en Bearne, escribirá a menudo en su boletín.
- Société nationale des Antiquaires de France (París): presidente.
- Société des sciences naturelles et archéologiques de la Creuse.

## Algunas publicaciones

### Arqueología
- Recherches sur les aqueducs et cloaques de la Gaule romaine (1908).
- Les enceintes romaines de la Gaule (1907).
- Carte archéologique de la Gaule romaine[8] (comenzada bajo su dirección en 1927,[9] con 12 fascículos publicados hasta su fallecimiento).
- Inventaire des mosaïques de la Gaule et de l'Afrique publié sous les auspices de l'Académie des inscriptions & belles-lettres, Ernest Leroux éditeur, París, 1909 tome 1, Gaule, junto con Georges Lafaye.
- Catalogue des bronzes antiques de la Bibliothèque nationale, publié sous les auspices de l'Académie des inscriptions et belles-lettres, Ernest Leroux éditeur, París, 1895. Junto con Ernest Babelon.

### Numismática
- Nouveau manuel de numismatique du moyen age et moderne, Librairie encyclopédique de Roret, París, 1890.
- Histoire monétaire du Béarn, Ernest Leroux éditeur, París, 1893.
- Études de numismatique, chez C. Rollin et Feuardent, París, 1892-1901.
- Les monnaies romaines, 1896
- Les trésors de monnaies romaines et les invasions germaniques en Gaule, Ernest Leroux éditeur, París, 1900.
- Traité des monnaies gauloises, Ernest Leroux éditeur, París, 1905.
- Mémoires et notes de numismatique (1909 – 1920)
- Manuel de numismatique française (1 part, 1912, con Adolphe Dieudonné) 1912:
  - tomo 1, Monnaies frappés en Gaule depuis les origines jusqu'à Hugues Capet, 1916.
  - tomo 2, Monnaies royales françaises depuis Hugues Capet jusqu'à la Révolution, 1930.
  - tomo 3, Médailles, jetons, méreaux.

### Sigilografía
- Sigillographie française, Alphonse Picard et fils éditeurs, París, 1902.
- avec Gustave Schlumberger, Collections sigillographiques de MM. Gustave Schlumberger et Adrien Blanchet, Auguste Picard éditeur, París, 1914.

### Otro
- Dépenses de la Maison du comte de Provence en 1774, Émile Lechevalier/Paul Cheronnet, París, 1897.